# 関金町
関金町（せきがねちょう）は、かつて鳥取県の中部に位置した町である。東伯郡に属していた。
2005年（平成17年）3月22日に倉吉市と合併し、自治体としての関金町は廃止された。倉吉市関金町となった。
町名は関金温泉に因んでいる。関金温泉は1877年（明治10年）に金谷村・湯関宿が合併した際に成立した合成地名である。

## 地理
大山の東麓、蒜山三山の北麓にあり、東流する小鴨川の流域である。

## 歴史
- 1953年（昭和28年）4月1日 - 東伯郡矢送村・南谷村・山守村が合併して関金町が発足。
- 2005年（平成17年）3月22日 - 関金町が倉吉市に編入され[1]、自治体としては廃止される。

## 行政
かつては関金町役場のほかに関金町役場山守支所があったが、山守支所は2002年4月1日に廃止された。そのため、住民票（本人または同一世帯）、戸籍（本人または同一戸籍）、納税証明（本人のみ）及び印鑑登録（本人のみ）に関する証明の発行業務を山守郵便局（貯金・保険窓口）に委託するようになった。

## 産業

### 農業
山守地区では関金ワサビが生産されている。戦前から山守地区はワサビの一大産地であったが、1959年の伊勢湾台風の際に栽培施設が全滅した。行政側は災害補償の途を用意したが、税務調査につながることを嫌った栽培者らが自力で施設を復旧させた。

### 娯楽
- 関金映画劇場（〜昭和30年代） - 映画館[5]。

## 教育

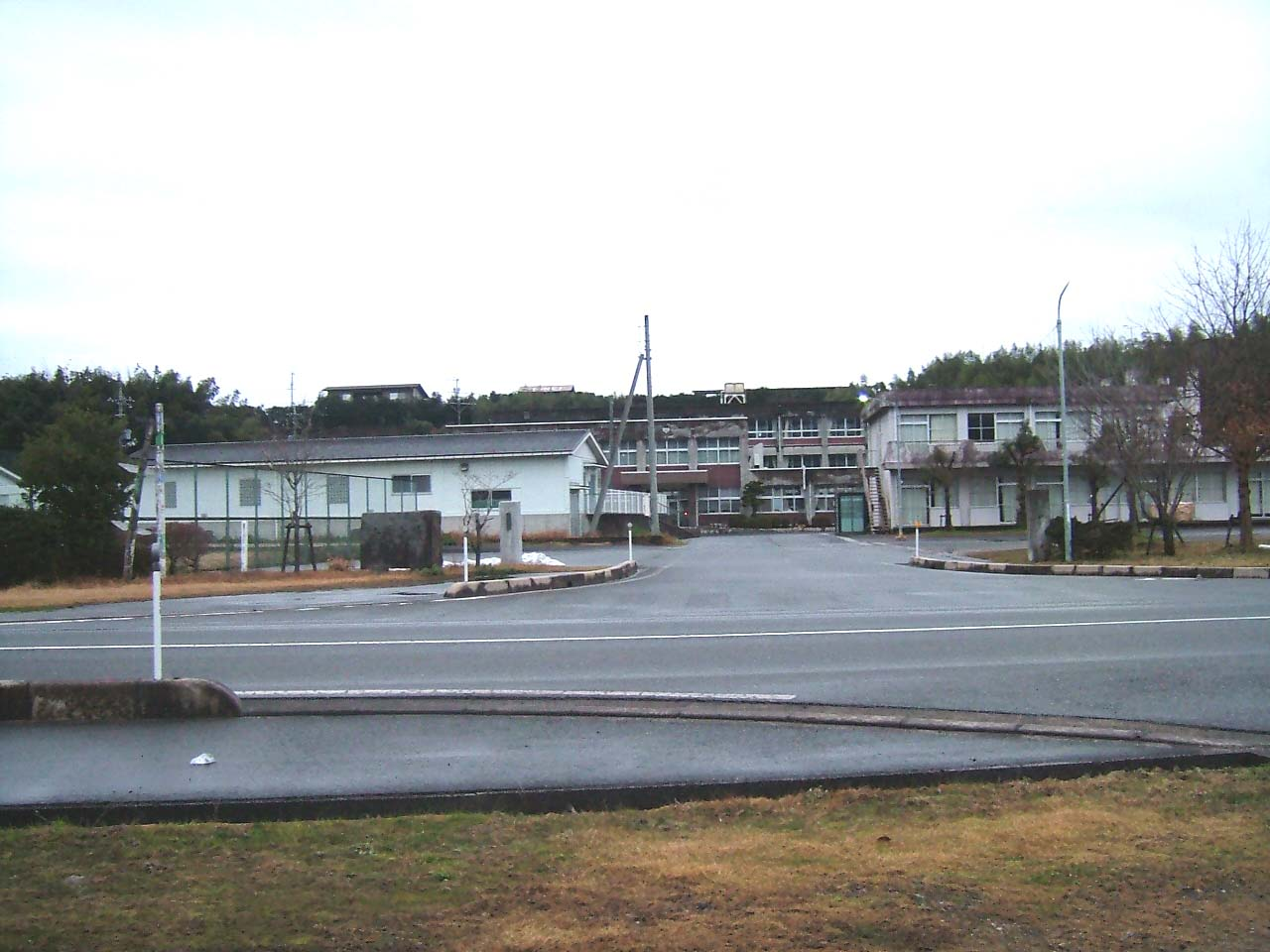
関金町倉吉市中学校組合立鴨川中学校

### 小学校
- 関金町立関金小学校
- 関金町立山守小学校 - 倉吉市との合併後の2016年に閉校した。

### 中学校
- 関金町倉吉市中学校組合立鴨川中学校

## 交通

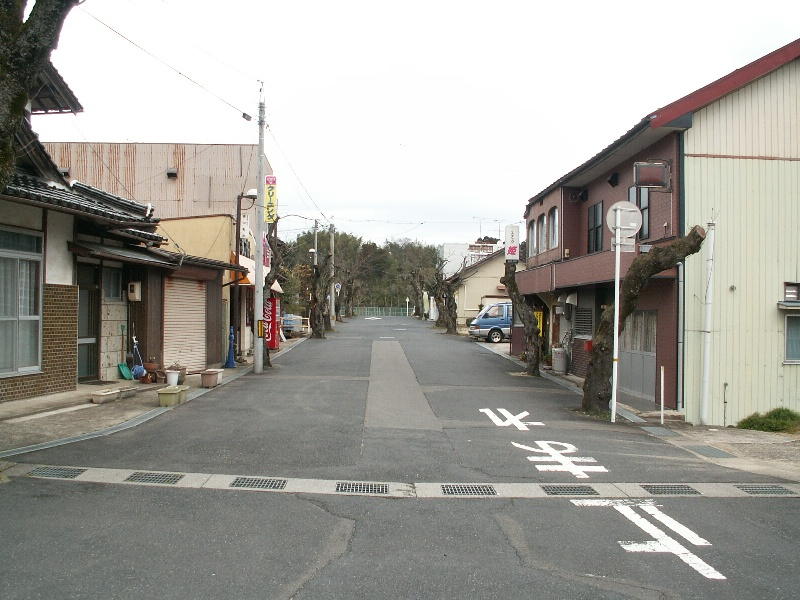
関金駅の駅前通り

### 鉄道
かつて倉吉線が関金町を通っており、町内には3駅が設置されていた。倉吉線は1985年に廃線となった。
- 日本国有鉄道（国鉄）
  - 倉吉線：関金駅 - 泰久寺駅 - 山守駅

### 道路
- 国道313号（愛称:ロマンチック街道313）
- 鳥取県道44号東伯野添線
- 鳥取県道45号倉吉江府溝口線
- 鳥取県道50号東伯関金線
- 鳥取県道51号倉吉川上青谷線
- 岡山県道・鳥取県道115号常藤関金線
- 鳥取県道306号福本関金線
- 鳥取県道313号下見関金線

道の駅
- 道の駅犬挟

## 名所・旧跡・観光スポット・祭事・催事
- 関金温泉
- 草幾山城
- 地蔵院（関の地蔵）
- 関金町資料館 - 倉吉市との合併後の2014年に閉館した。
- 関金御幸行列 - 倉吉市との合併後の2011年6月7日には倉吉市無形民俗文化財に指定された。
- せきがね里見まつり - 1986年に初開催された。